# Augusztus 24.
Augusztus 24. az év 236. (szökőévben 237.) napja a Gergely-naptár szerint. Az évből még 129 nap van hátra.
Névnapok: Bertalan +  Albert, Alberta, Albertin, Albertina, Alicia, Aliz, Barta, Bartal, Bartó, Barton, Bartos, Báruk, Berzsián, Detre, Erzsébet, Jonatán, Mihaéla, Szilvánusz, Taksony

## Események
- 79 – A Vezúv kitörése elpusztítja Pompeii városát.
- 410 – I. Alarik nyugati gót király csapatai elfoglalják és kifosztják Rómát.
- 1453 – A Neville család lakodalmi menetét megtámadják ősi riválisaik, a Percyk Heworth Moornál
- 1526 – Tomori Pál krassói győzelme.
- 1542 – Francisco de Orellana spanyol kalandor eléri az Amazonas torkolatát.[1]
- 1572 – Szent Bertalan éjszakája Párizsban: Augusztus 23-áról 24-ére virradó éjszakán Medici Katalin francia királyné anyakirályné utasítására legyilkolják a Párizsban tartózkodó hugenották nagy részét.[2]
- 1842 – József nádor elhelyezi a pest-budai Széchenyi lánchíd alapkövét.
- 1921 – Lezuhan az R38 brit léghajó
- 1931 – Károlyi Gyula miniszterelnök alakít kormányt.
- 1981 – Mark David Chapmant húsz év börtönbuntetésre ítélték John Lennon meggyilkolásáért.
- 1988 – Megszületik az első magyar lombikbébi a Pécsi Orvostudományi Egyetemen.
- 1989 – Az amerikai Voyager–2 űrszonda fényképezi a Neptunusz bolygót és holdjait.
- 1989 – Bemutatják ez első James Bond filmet, A magányos ügynököt Magyarországon.
- 1991 – Ukrajna elszakad a Szovjetuniótól, és kikiáltja függetlenségét.
- 1995 – Megindul a Microsoft Network (MSN) internetes szolgáltatás.
- 2002 – Megindul az észt (Eesti) Wikipédia.
- 2006 – Prágában, a Nemzetközi Csillagászati Unió XXVI. kongresszusán megszavazzák a „bolygó” fogalom új definícióját. Ennek értelmében a Plutot kizárják a bolygók köréből, és törpebolygónak minősítik át.

### Egyéb események
- 2012 - Csávoly településen mérték az év legmagasabb hőmérsékleti értékét. Ekkor 40,4 fokot mutattak a hőmérők.[3]

## Sportesemények
Formula–1
- 1958 –  portugál nagydíj, Porto - Győztes:  Stirling Moss (Vanwall)
- 1997 –   belga nagydíj, Spa-Francorchamps - Győztes:  Michael Schumacher (Ferrari)
- 2003 –  magyar nagydíj, Hungaroring - Győztes:  Fernando Alonso (Renault)
- 2008 –  európai nagydíj, Valencia - Győztes:  Felipe Massa (Ferrari)
- 2014 –  belga nagydíj, Circuit de Spa-Francorchamps - Győztes:  Daniel Ricciardo (Red Bull-Renault)

## Születések
- 1759 – William Wilberforce angol politikus, filantróp, a rabszolgakereskedelmet ellenző mozgalom vezetője († 1833)
- 1810 – Rudolf Kner osztrák zoológus és ichthiológus († 1869)
- 1858 – Wacław Sieroszewski, legendás életű lengyel etnográfus, író, katona és politikus († 1945)
- 1886 – Haják Károly magyar hegedűművész, zeneszerző († 1970)
- 1895 – Lauritz Wigand-Larsen olimpiai ezüstérmes norvég tornász († 1951)
- 1899 – Jorge Luis Borges argentin költő, író († 1986)
- 1901 – Gertler Viktor magyar filmrendező, főiskolai tanár, Kossuth-díjas  († 1969)
- 1902 – Fernand Braudel az egyik legjelentősebb 20. századi francia történész († 1985)
- 1903 – Zathureczky Ede magyar hegedűművész († 1959)
- 1910 – Schöpflin Gyula (írói neve: Nagypál István) magyar író, műfordító, újságíró, Schöpflin Aladár fia († 2004)
- 1911 – Barna Viktor huszonkétszeres világbajnok magyar asztaliteniszező († 1972)
- 1915 – Huzella Elek magyar zeneszerző, tanár († 1971)
- 1918 – Palotai István magyar színész († 1979)
- 1921 – Sam Tingle rhodesiai autóversenyző († 2008)
- 1929 – Jasszer Arafat Béke Nobel-díjas palesztin politikus, a PFSZ elnöke († 2004)
- 1929 – Moldován Stefánia Liszt Ferenc-díjas magyar opera-énekesnő († 2012)
- 1929 – Paul Lendvai magyar származású osztrák író, újságíró
- 1941 – Paola Pitagora olasz színésznő
- 1942 – Széles Anna magyar színésznő
- 1943 – Benda Gyula magyar történész († 2005)
- 1947 – Anne Archer Oscar-díjas amerikai színésznő
- 1947 – Paulo Coelho  brazil író
- 1948 – Jean-Michel Jarre francia zeneszerző, multi-instrumentalista zeneművész
- 1951 – Orson Scott Card amerikai író
- 1952 – Pap Rita magyar popénekesnő, szövegíró, koreográfus, táncos
- 1953 – Kelényi Béla magyar költő, tibetológus, restaurátor, muzeológus
- 1957 – Stephen Fry  angol humorista, író, színész, regényíró, filmkészítő és televíziós személyiség
- 1958 – Steve Guttenberg amerikai színész
- 1961 – Fülöp Tibor magyar festőművész
- 1961 – Janisch Éva magyar színésznő
- 1963 – Hermann Róbert Széchenyi-díjas magyar történész, publicista, író
- 1973 – Ele Keats (Elemy Georgescu) román származású amerikai színművész, modell és ékszertervező
- 1973 – Grey DeLisle amerikai szinkronszínésznő, énekesnő, dalszerző
- 1975 – Nagypál Gábor magyar színész, rendező
- 1976 – Alex O’Loughlin ausztrál színész
- 1977 – Robert Enke német labdarúgó († 2009)
- 1979 – Tóth Zoltán magyar műkorcsolyázó
- 1980 – Balázs Péter magyar zenész, basszusgitáros
- 1980 – Rachael Carpani ausztrál színésznő
- 1981 – Chad Michael Murray amerikai színész
- 1982 – Telekes Péter magyar színész
- 1988 – Rupert Grint angol színész
- 1990 – Yağmur Tanrısevsin török színésznő
- 1997 – Alan Walker norvég zenei producer

## Halálozások
- 1572 – Gaspard de Coligny gróf, Franciaország admirálisa, a hugenották jelentős vezetője (* 1519)
- 1832 – Nicolas Léonard Sadi Carnot francia fizikus, matematikus, mérnök, a Carnot-ciklust róla nevezték el (* 1796)
- 1838 – Kölcsey Ferenc magyar író, költő, a magyar Himnusz szerzője (* 1790)
- 1919 – Heikki Paasonen finn nyelvész, finnugrista, a MTA tiszteleti tagja (* 1865)
- 1921 – Nyikolaj Sztyepanovics Gumiljov orosz költő, aki a szovjet kommunista diktatúrának esett áldozatául (* 1886).
- 1932 – Lábass Juci magyar színésznő (* 1896)
- 1943 – Simone Weil francia író, filozófus (* 1909)
- 1960 – Medek Anna opera-énekesnő (* 1885)
- 1962 – Shorty Templeman (Clark Rempleman) amerikai autóversenyző (* 1919)
- 1979 – Hanna Reitsch német berepülőpilóta, repülőgépfejlesztő (* 1912)
- 1982 – Aba Iván magyar író, újságíró (* 1923)
- 1987 – Csorba András erdélyi magyar színész, főiskolai tanár, színházigazgató, filmszínész („Az aranyember”) (* 1927)
- 1997 – Luigi Villoresi olasz autóversenyző (* 1909)
- 1999 – Roberto Bussinello olasz autóversenyző (* 1927)
- 2000 – Andy Hug svájci  K-1 és Kyokushin Karate harcos (* 1964)
- 2009 – Toni Sailer osztrák síbajnok, olimpiai bajnok, színész, slágerénekes (* 1935)
- 2014 – Richard Attenborough Oscar-díjas brit rendező (Gandhi), színész (A nagy szökés, Jurassic Park), producer (* 1923)
- 2014 – Mojzer Miklós művészettörténész, a Szépművészeti Múzeum főigazgatója (1989–2004) (* 1931)
- 2014 – Leonyid Ivanovics Sztadnik a világ legmagasabb embere (2007) (* 1970)
- 2017 – Tusa Erzsébet magyar zongoraművész (* 1928)
- 2021 – Charlie Watts angol zenész, a The Rolling Stones dobosa (* 1941)

## Nemzeti ünnepek, emléknapok, világnapok
- 1991 óta Ukrajna nemzeti ünnepe, a függetlenség napja.
- Libéria: a nemzeti zászló napja